# Risalat al-Huquq
Risalat al-Huquq (arabiska: رسالة الحقوق, Avhandlingen om rättigheter) är ett verk och en lång hadith om rättigheter som tillskrivs den fjärde shiaimamen Ali Zayn al-Abidin, som var son till den islamiske profeten Muhammeds dotterson Husayn ibn Ali. Risalat al-Huquq är antagligen islams första dokument som beskrivit grundläggande mänskliga rättigheter. Hadithen som behandlar 50 olika sorters rättigheter (51 i vissa versioner) har återberättats av Hamza al-Thumali. Imam Ali Islamic Center publicerade den svenska översättningen "En islamisk deklaration om rättigheter" år 2018. Några av rättigheterna som nämns i verket är Guds, jagets, tungans, bönens, lärarens, fruns, moderns, faderns, barnens, grannens och fiendens rättigheter.